# Protéger et servir
Ne doit pas être confondu avec L.A.P.D. : Protéger et servir.
Pour plus de détails, voir Fiche technique et Distribution.
Protéger et servir est un film français  réalisé par Éric Lavaine sorti en France le 3 février 2010.

## Synopsis
Michel Boudriau et Kim Houang, deux lieutenants de police, sont amis depuis leur enfance. Michel, naïf et très croyant, est marié et a six enfants. Kim qui a été adopté puis abandonné par des restaurateurs vietnamiens est célibataire et très avare. Les policiers passent des tests d'aptitude. Après des épreuves désastreuses, Kim use de sa séduction pour faire améliorer par l'informaticienne ses notes et celles de Michel. Dans le même temps, en région parisienne se produit une série d’attentats à l’explosif revendiquant une somme de 15 millions d’euros. Le ministre de l’Intérieur enjoint à la directrice de la police Aude Letellier de charger de cette affaire les policiers les mieux notés aux tests d'aptitude : Michel et Kim sont désignés. En rencontrant Aude Letellier, Kim s'éprend de sa secrétaire Angela, qu’il invite aussitôt. Pour conduire Angela, le très économe Kim emprunte une voiture à la police. Il ignore qu’une bombe était placée dans cette voiture en vue d’un prochain attentat. La voiture explose devant le cabinet de la directrice de la police.
Pendant ce temps, Michel qui écrit des scénarios mettant en scène des véritables affaires policières est manipulé par Roméro, un escroc qui se fait passer pour un producteur afin de récupérer les scénarios de Michel pour mieux organiser des cambriolages.
Alors qu’Aude Letellier qui est à l’origine des attentats avec son chauffeur persuade le ministre de céder et de transmettre aux ravisseurs la rançon demandée, Michel et Kim sont chargés de remettre cette rançon aux ravisseurs. Avant l'arrivée des policiers, Aude substitue des liasses de papier aux billets dans la mallette qu'elle leur remet. Avec la mallette Aude remet également à Michel un téléphone « sécurisé », en réalité bourré d'explosifs. Au moment d’arriver sur les lieux, Michel et Kim sont attaqués par le faux producteur Roméro et deux de ses complices qui leur volent la mallette (contenant les fausses liasses et le téléphone piégé). Au moment où Aude les appelle c’est un des bandits qui décroche et la voiture des trois malfaiteurs explose.
Aude tue son complice (son chauffeur) pour garder tout l'argent. Elle organise une conférence de presse pour rendre hommage aux deux lieutenants qu’elle croit morts et les décorer comme commissaires à titre posthume. Angela, qui a découvert le cadavre du chauffeur, a prévenu le ministre. Il intervient avec des membres du RAID pendant l’allocution d’Aude. Kim arrive. Il est pris en otage par Aude. Michel blesse Kim en voulant le sauver, mais les membres du RAID atteignent la directrice de la police.
Kim sort de l'hôpital, accueilli par Angela et Michel. Michel lui apprend qu’il n’a pas rendu le sac aux 15 millions et remet à Kim sa « part ». Kim décide d'en faire don à l'abbé Mignard pour qu'il rénove son orphelinat. Michel apprend enfin à Kim qu’avec une partie de l’argent, il a pu produire sa série policière dont il est l'acteur principal, et qui connaît le succès.

## Fiche technique
- Titre : Protéger et servir
- Réalisation : Éric Lavaine
- Scénario : Éric Lavaine et Héctor Cabello Reyes
 d'après la série Le 17 écrite par Jean-Paul Bathany, Éric Lavaine, Bruno Nicolini, Alexandre Pesle et Frédéric Proust
- Musique : William Geslin
- Costumes : Catherine Bouchard
- Photographie : Stéphane Cami
- Montage : Vincent Zuffranieri
- Production : Vincent Roget et François Cornuau
- Sociétés de distribution : Pathé LexardPictures
- Genre : comédie policière
- Date de sortie[1] :
  - France : 3 février 2010

## Distribution
- Kad Merad : Michel Boudriau
- Clovis Cornillac :  Kim Houang
- Carole Bouquet : Aude Letellier
- François Damiens : Romero
- Elsa Kikoïne : Angela
- Jean-Luc Couchard : le chauffeur de Letellier
- Henri Guybet : l'abbé Mignard
- Stéphan Wojtowicz : le commissaire
- Sabine Bail : Chloé
- Gérard Loussine : Pasquier
- Jonathan Lambert : Pierre Champenard, l'artificier
- Lionel Abelanski : l'évaluateur de tir
- Jamy Gourmaud : spécialiste en incendies-explosions[2]
- Bernard Mabille : Le ministre de l'Intérieur
- Vincent Moscato : Jean Schmidt
- Gauthier de Fauconval : Rémi
- Héctor Cabello Reyes : Monin
- Déborah Amsens : Corinne, la fille suicidaire
- Léa Moratille : Natacha Bouvier, la maître-nageuse
- James Deano : Steeve

## Production

### Tournage
Le tournage a débuté le 6 janvier 2009 et a duré 8 semaines. Il a eu lieu à Bruxelles et à Lille.

## Musique
- Entre Nous par Chimène Badi.
- Entre Nous (chantée en karaoké en vietnamien au restaurant par Kim Houang).

### Bande originale
De William Geslin et Diego Dari :
Par William Geslin :
- Woolfy theme.
- Serve the action.
- Michel Preach.
- Boudriau jumps.
- Talk to the target.
- Jumping into the pool.
- Fart and Swim Kim.
- Filoche theme.
- Orphanage theme.
- At the minister.
- Got the mission.
- Sweet Angela.
- Jag bomb theme.
- Boudriau and Champenard.
- Labo theme.
- No milk no mobile.
- Jag parking.
- Murder and suspens.
- 8 big mac.
- Boudriau clamps tie.
- Smoked cop.
- Lounge vietnam 1
- Lounge vietnam 2
- Romantic vomit.
- Mission 15 millions.
- Ninja to the stairs.
- Michel saves Kim.
- Woolfy breaks mix.

Par Alain Battaglia :
- Jesus Number 1.

Par Les Pastoureaux :
- Ouuouahaa.

De William Geslin, Diego Dari et Jane Kumada :
Par William Geslin :
- Ugly theme.
- Suicide Girl.
- Kim seems dead.

De William Geslin, Éric Lavaine, Diego Dari et Umberto Morasca :
Par Kad Merad et Les Pastoureaux :
- La Olalleluya.

De William Geslin, Diego Dari et Umberto Morasca :
Par William Geslin :
- Out of the hospital.

## Accueil

### Box-office
- Box-office France : 432 488 entrées.

## Analyse